# شفلرية أرفاكية
شفلرية أرفاكية (الاسم العلمي:Schefflera arfakensis) هي نوع من النباتات تتبع جنس الشفلرية من الفصيلة الأرالية.